# Капетанович, Исмет
Исмет Капетанович (серб. Исмет Капетановић; 1921, Костайница — 28 ноября 1942, Малешевцы) — югославский партизан Народно-освободительной войны, Народный герой Югославии.

## Биография
Родился в 1921 году в селе Костайница близ Добоя. Обучался в экономическом училище в Баня-Луке. В 1941 году вступил в компартию Югославии, с началом войны ушёл в партизанские войска. Был политруком в одной из рот 2-го батальона 6-й пролетарской восточнобоснийской ударной бригады. Участвовал в партизанских действиях на территории Независимого государства Хорватия. Погиб 28 ноября 1942 в Малешевцах в битве с чётниками. 20 декабря 1951 посмертно награждён званием Народного героя Югославии.